# Mark Chesnutt
Mark Nelson Chesnutt (Beaumont, 6 settembre 1963) è un cantante statunitense, esponente di musica country.

## Discografia

### Album in studio
- 1980 - Doing My Country Thing
- 1990 - Too Cold at Home
- 1992 - Longnecks & Short Stories
- 1993 - Almost Goodbye
- 1994 - What a Way to Live
- 1995 - Wings
- 1997 - Thank God for Believers
- 1999 - I Don't Want to Miss a Thing
- 2000 - Lost in the Feeling
- 2002 - Mark Chesnutt
- 2004 - Savin' the Honky Tonk
- 2006 - Heard It in a Love Song
- 2008 - Rollin' with the Flow
- 2010 - Outlaw

### Raccolte
- 1996 - Greatest Hits
- 2001 - 20th Century Masters: The Millennium Collection
- 2015 - Greatest Hits II

### Live
- 2011 - Live from the Big D
- 2012 - Your Room